# Górnik Jaworzno
Górnik Jaworzno – polski klub piłkarski z Jaworzna. Założony w 1954 roku. Zespół zawiesił działalność ze względu na brak funduszy. Po 11 latach drużyna został reaktywowana, w sierpniu 2021 rozegrała pierwszy mecz po przerwie na poziomie B Klasy. W czasie rundy jesiennej sezonu 2023/24 drużyna wycofała się z rozgrywek.

## Historia
Klub powstał w 1954 roku w Jaworznie.
W sezonie 1965/1966 Górnik Jaworzno pierwszy raz wystąpił w III lidze zajmując 3. miejsce (grupa I).
W III lidze Górnik Jaworzno występował także w latach:
- 1966/1967 zajmując 10. miejsce (grupa II - Kraków)
- 1967/1968 zajmując 11. miejsce (grupa II - Kraków)
- 1968/1969 zajmując 12. miejsce (grupa II - Kraków)
- 1969/1970 zajmując 12. miejsce (grupa II - Kraków)
- 1970/1971 zajmując 12. miejsce (grupa II - Kraków)
- 1971/1972 zajmując 16. miejsce (grupa II - Kraków)

Sezon 1971/1972 był dla Górnika Jaworzno ostatnim sezonem spędzonym w III lidze i od tego czasu Górnikowi nie udało się ponownie awansować do tak wysokiej klasy rozgrywkowej.